# Asunder, Sweet and Other Distress
 'Asunder, Sweet and Other Distress'  is het vijfde album van de Canadese post-rockband Godspeed You! Black Emperor. Het kwam uit tweeënhalf jaar na voorganger 'Allelujah! Don't Bend! Ascend! en is grotendeels gebaseerd op het nummer "Behemoth" dat al sinds 2012 live gespeeld werd.

## Nummers
1. "Peasantry or 'Light! Inside of Light!'" – 10:28
2. "Lambs' Breath" – 9:52
3. "Asunder, Sweet" – 6:13
4. "Piss Crowns Are Trebled" – 13:50

## Bezetting

### Godspeed You! Black Emperor
- Thierry Amar – basgitaar, contrabas
- David Bryant – elektrische gitaar, Portasound, orgel, drones
- Aidan Girt – drums
- Timothy Herzog – drums, drones
- Karl Lemieux – filmprojecties
- Efrim Menuck – elektrische gitaar
- Mike Moya – elektrische gitaar
- Mauro Pezzente – basgitaar
- Sophie Trudeau – viool, drones

### Technisch personeel
- Greg Norman – opnames, mix
- Harris Newman – mastering